# なな色健康家族
『なな色健康家族』（なないろけんこうかぞく）は、公益社団法人日本医師会が制作し、2020年1月8日から2022年1月7日まで日本医師会オフィシャルサイトで公開されていたミニドラマである。女優・森七菜が演じる高校生の家族の出来事を通じて、「かかりつけ医をもつこと」「がん検診を受けること」「風しんの抗体検査・予防接種を受診すること」の大切さ、看護師不足と言われるなかで「准看護師が果たす役割の重要性」を伝えるそれぞれのドラマと、森がかわいいいニュースキャスターを演じてメッセージを伝える「日医インフォメーション」の2部構成となっており、全4編。

## 全4作品 概要
1.「かかりつけ医をもちましょう」編（7分28秒）
2.「がん検診を受けましょう」編（8分51秒）
3.「風しんの抗体検査・予防接種を受けましょう」編（7分01秒）
4.「大切な職業！ 准看護師」編（9分35秒）

## 出演者
•虹井 なな ： 森七菜
•虹井 みどり ： 阿南敦子
•虹井 一郎 ： 中野剛
•虹井 みな ： 寺島咲
•虹井 だいき ： 吉田健悟
•白雲医師 ： 小木茂光

## スタッフ
•構成・脚本 ： さらだたまこ
•音楽 ： 櫻井美希
•演出 ： 爲川裕之
•制作 ： 株式会社ケイファクトリー

## コメント
主演の森七菜は、この作品の公開に際して「今回の動画を通じて、いろいろなことを学ばせて頂きました。このミニドラマを見て、少しでも皆さんが、健康のことを考えるきっかけにしてくださるとうれしいです」とコメントした。また、日本医師会常任理事(広報担当)の城守国斗は「今回は日ごろ関心の薄い若者にも健康や地域医療について考えてもらいたいと考え、映画『天気の子』でヒロインの声を演じたことでも注目を集めた森七菜さんに出演を依頼させてもらいました。昨年、業界紙で『来年の顔』にも選ばれた森七菜さんにご出演頂けたことは大変ありがたく、多くの方々にぜひ、この動画を見てもらいたいと思っています。この動画をご自身だけでなく、ご家族や身の回りの人々の健康とともに地域医療について考えるきっかけとして頂ければ幸いです。」とコメントした。